# Gladhammars distrikt
Gladhammars distrikt är ett distrikt i Västerviks kommun och Kalmar län. 
Distriktet ligger i södra delen av kommunen. 

## Tidigare administrativ tillhörighet
Distriktet inrättades 2016 och utgörs av en del av område som Västerviks stad omfattade till 1971, delen som före 1967 utgjorde Gladhammars socken.
Området motsvarar den omfattning Gladhammars församling hade vid årsskiftet 1999/2000.